# Jakub Szacki
Jakub Szacki właśc. Szackin (ur. 24 kwietnia 1893 w Warszawie, zm. 10 czerwca 1956 w Nowym Jorku)  – polski historyk pochodzenia żydowskiego specjalizujący się w historii polskich Żydów.

## Życiorys
Był synem Becalela i Ejdel. Studiował historię we Lwowie pod kierunkiem Szymona Askenazego. W latach 1914–1917 służył w I Brygadzie Legionów Polskich,  Nie był natomiast  porucznikiem  Legionów,  jak błędnie  podają  niektóre poświęcone  mu  publikacje. Pracował w Biurze Prac Kongresowych polskiego MSZ. Studiował na Uniwersytecie Warszawskim. Po uzyskaniu doktoratu pod kierunkiem Marcelego Handelsmana w 1922 wyemigrował do Stanów Zjednoczonych. W Nowym Jorku był jednym z założycieli tamtejszego oddziału YIVO. Od 1929 pracował jako bibliotekarz w New York State Psychiatric Institute. Autor 947 pozycji naukowych i popularnych i z zakresu historii polskich Żydów w XIX wieku. Był redaktorem wielu wydawnictw YIVO w Nowym Jorku.

## Publikacje
- Jidisze bildungs-politik in Pojłn fun 1806 biz 1866, 1943 (Żydowska polityka oświatowa w Polsce od 1806 do 1866);
- Kulturgeszichte fun der haskole in Lite (fun di elcte cajtn biz Hibas-Cijen!), 1950 (Historia kultury haskali na Litwie, od najdawniejszych czasów do [ruchu] Miłośników Syjonu);
- Di geszichte fun Jidn in Warsze, t. 1-3, 1947-1953 (Historia Żydów w Warszawie; doprowadzona do roku 1896).
- (wraz z Lelandem E. Hinsie), Psychiatric Dictionary with Encyclopaedic Treatment of Modern Terms, 1940 (reprint 1944,  wyd. 2 poprawione – 1953).